# Mjölkhätta
Mjölkhätta (Mycena galopus) är en svampart. Enligt Catalogue of Life ingår Mjölkhätta i släktet Mycena,  och familjen Mycenaceae, men enligt Dyntaxa är tillhörigheten istället släktet Mycena,  och familjen Favolaschiaceae. Arten är reproducerande i Sverige.

## Underarter
Arten delas in i följande underarter:
- candida
- galopus
- nigra

## Källor

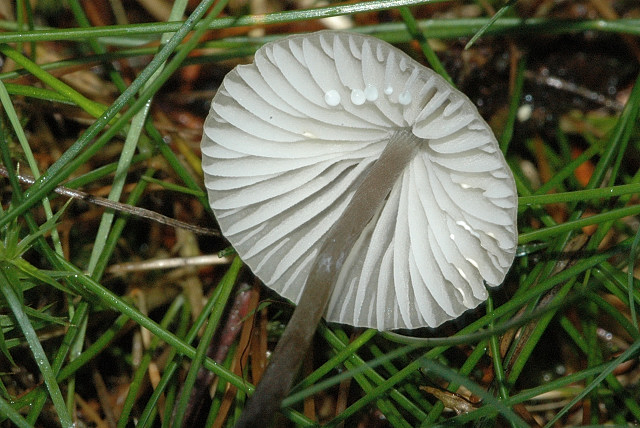
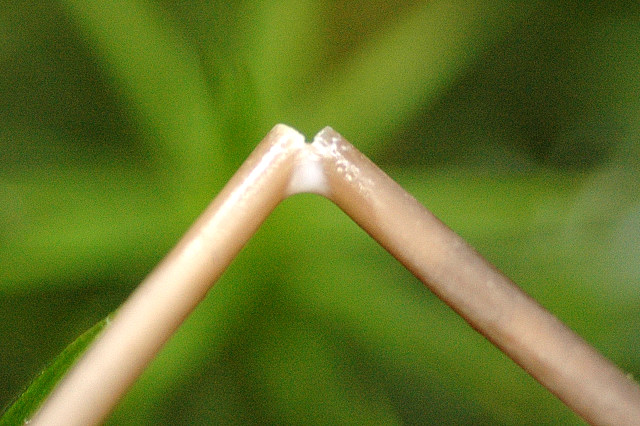
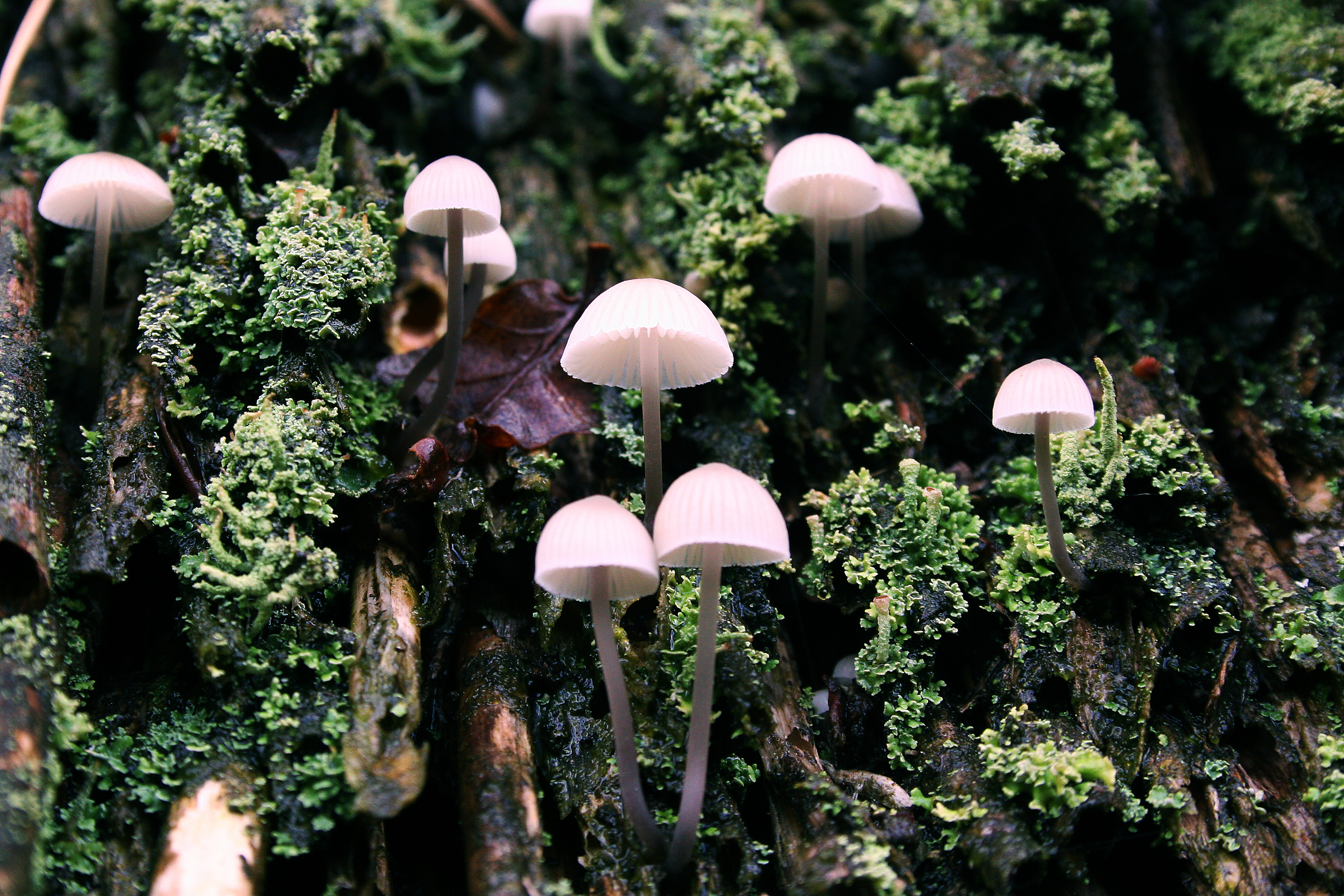
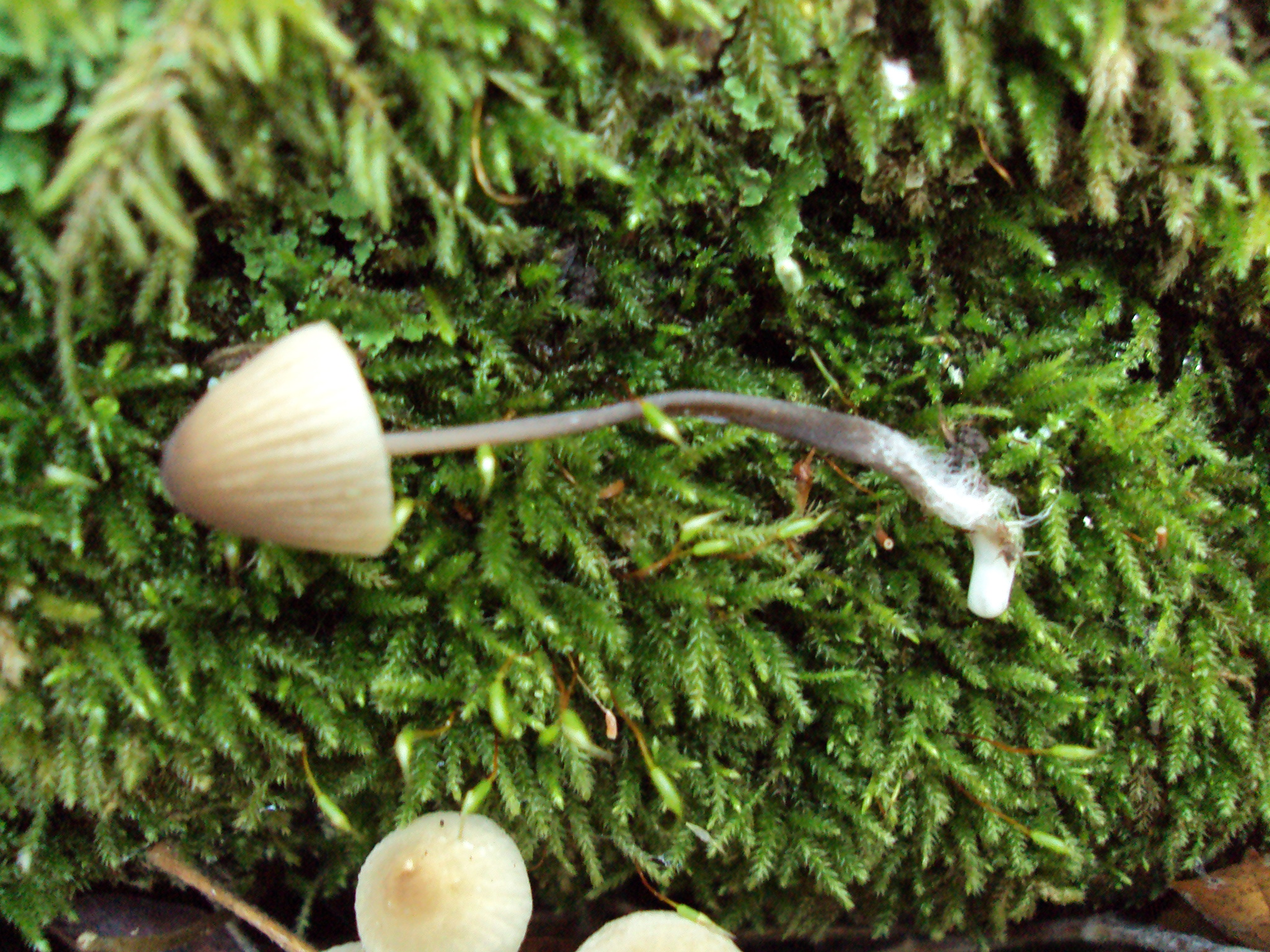